# Tephraciura angusta
Tephraciura angusta är en tvåvingeart som först beskrevs av Friedrich Hermann Loew 1861.  Tephraciura angusta ingår i släktet Tephraciura och familjen borrflugor. Inga underarter finns listade i Catalogue of Life.